# Джо Бонамасса
Джо Бонамасса (англ. Joe Bonamassa, нар. 8 травня 1977) — американський співак, гітарист, блюзмен.

## Біографія
Джо Бонамасса народився в Нью-Йорку 8 травня 1977. Його батько торгував гітарами, тому вже в чотири роки Джо практикувався на дитячих моделях «Chiquita». У сім років він перейшов на дорослий інструмент, у десять почав виступати на публіці, а коли йому було дванадцять його попросив відкрити свій концерт Бі Бі Кінг. Блюзмен був просто зачарований грою Бонамасси, а слідом за цим посипалися похвали від таких артистів як Бадді Гай, Денні Геттон, Роберт Крей і Стівен Стіллз. Ще підлітком Джо познайомився з сином басиста «Allman Brothers Band» Беррі Оуклі і організував з ним проект «Bloodline».
Група уклала контракт з «EMI Records» і випустила альбом, замішаний на важкому блюзі, бугі, фанку і південному році. Дві пісні, «Stone Cold Hearted» і «Dixie Peach», потрапили в чарти, але, незважаючи на успіх, команда була розпущена. Бонамасса вирішив, що він здатний на більше, ніж просто грати на гітарі, і почав тренувати вокальні дані.
У 2000 році Джо записав свій перший сольний альбом, «New Day Yesterday». До того часу талант молодого блюз-рокера був загальновизнаним, тому не дивно, що в записі платівки мали за честь взяти участь такі особистості як Грегг Оллмен, Рік Деррінджер і Леслі Вест. Продюсуванням же займався Том Дауд, який раніше працював з Аретою Франклін, Реєм Чарльзом, Еріком Клептоном, Родом Стюартом та іншими відомими музикантами. «A New Day Yesterday» був зроблений у дусі таких команд як «Cream», «Lynyrd Skynyrd», «Jeff Beck Group», «Allman Brothers Band», а заголовний трек був кавером на однойменну композицію 1969 гурту «Jethro Tull». 2001 рік Бонамасса присвятив гастролям, а в 2002-му повернувся в студію в компанії Кліфа Магнеса (Avril Lavigne).
У результаті їх спільної роботи на світ з'явився більш мейнстрімовий альбом «So, It's Like That», що зайняв в «Billboard Blues Chart» вищу позицію. Однак на подальших гастролях шанувальники Бонамасси все частіше вимагали виконання традиційного блюзу, і Джо пішов їм назустріч.
У 2003 році музикант відібрав дев'ять улюблених номерів з класики жанру, додав до них три власні композиції і записав диск «Blues Deluxe». Над цим альбомом, що також очолив блюз-чарт «Біллборда», музиканту допомагали працювати продюсер Боб Хелд і звукоінженер Гері Тоул (David Bowie, Jimmy Vaughan, «Bon Jovi»). У тому ж році Бонамасса був залучений до програми «Blues in the Schools», в рамках якої читав лекції про історію блюзу, що супроводжувалися його концертами. У 2004-му вийшов третій студійник Джо, який продовжував лінію свого попередника. На «Had To Cry Today» були відображені впливу таких виконавців як Бі Бі Кінг, Мадді Вотерс, Бадді Гай, «Yardbirds» і «Cream».
У 2005 році Бонамасса удостоївся честі відкрити ювілейний тур блюзового маестро Бі Бі Кінга, а через кілька місяців став наймолодшим членом «The Blues Foundation». У червні 2006-го музикант випустив новий альбом, «You & Me». Робота була спродюсована Кевіном Ширлі («Led Zeppelin», «The Black Crowes», «Aerosmith», Joe Satriani) і продовжувала традиції таких майстрів як Пітер Грін, Джефф Бек, Ерік Клептон і Джон Лі Гукер.
У 2009 році британський журнал Classic Rock включив Бонамассу до списку найбільших гітаристів усіх часів.
У 2010 році Бонамасса увійшов до складу супергрупи Black Country Communion, в якій окрім нього грають Гленн Г'юз, Джейсон Бонем і Дерек Шерінян. У цьому ж році вийшов дебютний альбом групи.

## Дискографія

### Сольні альбоми
1. 1994 — Bloodl (з гуртом Bloodline)
2. 2000 — A New Day Yesterday
3. 2002 — So, It's Like That
4. 2002 — A New Day Yesterday, Live
5. 2003 — Blues Deluxe
6. 2004 — Had To Cry Today
7. 2006 — You & Me
8. 2007 — Sloe Gin
9. 2009 — The Ballad Of John Henry
10. 2010 — Black Rock
11. 2011 — Dust Bowl
12. 2012 — Greatest Hits (2 CD)
13. 2012 — Driving Towards The Daylight
14. 2014 — Different Shades of Blue
15. 2016 — Blues of Desperation
16. 2018 — Redemption
17. 2019 — Joe Bonamassa Christmas Comes But Once a Year
18. 2020 — Royal Tea
19. 2021 — Time Clocks
20. 2023 — Blues Deluxe Vol. 2
21. 2025 — Breakthrough

### Інші
1. 2010 — Black Country — у складі гурту Black Country Communion
2. 2011 — 2 — у складі гурту Black Country Communion
3. 2011 — Don't Explain — зі співачкою Бет Харт
4. 2012 — Afterglow — у складі гурту Black Country Communion
5. 2013 — Seesaw — із Бет Харт
6. 2018 — Black Coffee — із Бет Харт